# Colonia Delta
Delta es una colonia agrícola menonita en el departamento uruguayo de San José.

## Ubicación
La colonia se encuentra situada en la zona suroeste del departamento de San José, al oeste del arroyo de la Boyada, al sur de la ruta 1, y con acceso desde el km 94 de esta ruta.

## Características
Fue fundada en 1955 por refugiados menonitas. El nombre alude al Delta del Vístula, característico de la región de origen de sus colonos (Danzig, Prusia Occidental). Se organizaron en la «Cooperativa Delta».
Se dedican principalmente a la producción lechera y agropecuaria.
Esta localidad cuenta con su propia institución educativa, el Colegio Alemán Delta, que sigue su propio programa curricular moldeado en escuelas de Alemania.
Existen otras 2 colonias menonitas en el departamento de Río Negro, Gartental que se ubica en las cercanías de la localidad de San Javier; y El Ombú que dista unos 65 km de esta última.

## Población
Según el censo del año 2011 la colonia contaba con una población de 41 habitantes.
| -             | 41 |
| (Fuente: INE) |    |